# Crisis política en Honduras de 2023
La crisis política en Honduras de 2023 comenzó el 31 de octubre cuando, al terminarse el periodo de sesiones ordinarias del Congreso Nacional, el presidente de ese poder, Luis Redondo, nombró una Comisión Permanente del Congreso Nacional mientras simultáneamente una mayoría de los diputados celebró una sesión ordinaria en la que aprobó la extensión del periodo de sesiones ordinarias hasta el 24 de enero de 2024.
La Comisión  Permanente, conformada por nueve diputados, desconoce las acciones realizadas por los 75 diputados que se reunieron para extender el periodo de sesiones ordinario, mientras que estos últimos desconocen a la Comisión Permanente. Ambos bandos se acusan entre ellos de realizar acciones ilegales.
Actualmente inició la tercera legislatura de 2024 haciendo recuperar lo perdido del congreso nacional y fue en 25 de enero de 2024 y aún está sesionando ya resolvió las crisis

## Contexto
El Congreso de Honduras se conforma de 128 diputados, 50 de los cuales pertenecen al oficialista partido Libertad y Refundación (Libre), 43 al Partido Nacional (PNH), 22 al Partido Liberal de Honduras (PLH) y 9 al Partido Salvador de Honduras (PSH). El Congreso tiene la atribución de escoger por mayoría calificada —con al menos 86 votos— y para un periodo de cinco años al fiscal general y fiscal general adjunto de la República de una nómina de cinco candidatos elegidos por una junta proponente (artículo 205, numeral 11 de la Constitución). El periodo 2018-2023, con el Ministerio Público siendo encabezado por Óscar Fernando Chinchilla, concluía el 31 de agosto.

## Antecedentes
El 16 de agosto, se reunieron en Tegucigalpa representantes de la sociedad civil y líderes de los partidos políticos Salvador de Honduras (PSH), Nacional (PNH), Liberal (PLH) y Alianza Patriótica Hondureña (APH), convocados por el designado presidencial Salvador Nasralla, quien pertenece al primero. Tras la reunión se conformó el Bloque de Oposición Ciudadana (BOC), que en comunicado expresó su preocupación por la profundización de problemáticas nacionales como la violación del estado de derecho y los atentados a la forma de gobierno, y señaló como temas prioritario la condena a la intromisión del Poder ejecutivo en el Poder Legislativo y la neutralización de los planes de paralizar al Congreso Nacional. El 23 de agosto, el Partido Liberal anunció que no formaría parte del BOC.
El 29 de agosto se realizó una marcha convocada por la presidenta Xiomara Castro en apoyo a su gobierno y a la elección de un fiscal general propuesto por Libre, la cual contó con simpatizantes traídos de todo país y empleados públicos. La marcha partió de Casa Presidencial y llegó a los bajos del Congreso Nacional, donde sesionaban los diputados. En la misma se presentaron dos nóminas: una por Libre y otra por el PSH, apoyada por el Partido Nacional y el Partido Liberal. La primera obtuvo 52 votos y la segunda 72, por lo cual la elección de los fiscales se pospuso para el día siguiente.
El 30 de octubre Redondo convocó a una sesión extraordinaria para el 2 de noviembre, lo cual fue rechazado por la oposición, que proponía la realización de una sesión ordinaria para extender el período de sesiones ordinarias.

## Desarrollo
El 31 de octubre la Junta Directiva se reunió en el Salón de Retratos del Poder Legislativo y nombró a una Comisión Permanente, amparándose en el artículo 207 de la Constitución, que dice:

La directiva del Congreso Nacional, antes de clausurar sus sesiones, designará de su seno, nueve (9) miembros propietarios y sus respectivos suplentes quienes formarán la Comisión Permanente en receso del Congreso Nacional.

Simultáneamente, en otra ala del Congreso Nacional, 76 diputados de la oposición celebraron una sesión en la que aprobaron extender el período de sesiones ordinarias desde 1 de noviembre de 2023 hasta el 24 de enero de 2024. La sesión fue dirigida por las vicepresidentas del Congreso Nacional, Fátima Mena e Iroshka Elvir.
Previamente, a los bajos del Congreso se hicieron presente simpatizantes del oficialista partido Libre, quienes atacaron verbal y físicamente a los diputados. El diputado nacionalista Antonio Rivera Callejas fue herido en la cabeza, y según reportaron los diputados nacionalistas, también resultaron heridos otros dos de sus compañeros de bancada.
La tarde del 1 de noviembre la Comisión Permanente se reunió y escogió de forma interina a Johel Zelaya como fiscal general y Mario Alexis Morazán como fiscal general adjunto. Zelaya figuraba en la nómina presentada por el oficialismo, mientras que Morazán, quien labora en la Procuraduría General de la República, fue incluido a última hora. La acción fue justificada en base al artículo 208 de la Constitución de la República, que dice: «Son atribuciones de la Comisión Permanente: [...] 11. Elegir interinamente en caso de falta absoluta los sustitutos de los funcionarios que deben ser designados por el Congreso Nacional».

## Reacciones
- 31 de octubre: la embajadora de los Estados Unidos en Honduras, Laura Dogu, expresó en 𝕏 su preocupación por la violencia surgida en el Congreso Nacional y abogó por el diálogo y por la elección de los fiscales con los 86 requeridos por ley.[7] También, en la misma red social, la cuenta de la ONU en Honduras dijo: «Expresamos nuestra preocupación ante la situación actual en el Congreso Nacional, llamamos a las partes a mantener un diálogo respetuoso, en paz y acorde al Estado de Derecho en el país».[8]